# 沈黙の大陸
『沈黙の大陸』（ちんもくのたいりく、原題：中国推销员、China Salesman）は、2017年に公開されたアメリカ・中国合作のアクション映画。

## 概要
『デッドリー・コントラクト』、『トライバル・ウォーフェア』で知られる、タン・ビン共同脚本・監督の2017年中国アクション映画。主演は李東植、出演はマイク・タイソンとスティーヴン・セガール。2017年6月16日に中国で公開された。スティーヴン・セガールとマイク・タイソンの初共演作品である。セガールにとっては初の中国映画出演となった。

## あらすじ
中国の若いITエンジニア、ヤン・ジアンは、北アフリカに行くことを志願し、彼が勤める会社があるコンテストで優勝するのを手助けする。優勝者は南と北を結ぶ通信をコントロールする権利を所有できる。フランスのスパイ、ミカエルは、北アフリカに行って競争に勝ち、フランスがアフリカの鉱物資源を支配できるようにするよう命じられる。彼はアフリカ最高の傭兵ラウダと元将軍カバを雇う。ヤンは彼らの陰謀を発見し、それを阻止できる唯一の人物となる。

## キャスト
※括弧内は日本語吹替。
- ヤン・ジェン - リー・トンシュエ（赤坂柾之）
- ラウダー - スティーヴン・セガール（大塚明夫）
- カバー - マイク・タイソン（山野井仁）
- スザンナ - ジャニケ・アスケヴォルド（二上瑞恵）
- ルアン・リン - リー・アイ（庄司まり）
- マイケル - クロヴィス・フーアン（高橋大輔）